# Poieni (gmina Bucium)
Poieni – wieś w Rumunii, w okręgu Alba, w gminie Bucium. W 2011 roku liczyła 103 mieszkańców.